# Hochzeits-Präludium
Hochzeits-Präludium (Bröllopspreludium), op. 469, är en komposition av Johann Strauss den yngre. Den spelades första gången den 27 februari 1896 i tyska Riddarordens kyrka i Wien. 

## Historia
1896 publicerade förlaget "Bote & Bock" i Berlin ett ovanligt musikmaterial från Johann Strauss. Hochzeits-Präludium var skrivet för orgel (harmonium), violin och harpa, och bär inskriptionen: "Komponerat av Johann Strauss och tillägnat hans älskade dotter Alice". De publicerade noterna klargör också att verket framfördes i tyska Riddarordens kyrka i Wien den 27 februari 1896. Den dagen gifte sig Alice Elisabeth Katharina Maria Strauss (1875-1945), Johann Strauss styvdotter och enda barn till hans tredje hustru Adèle (1856-1930) i hennes tidigare äktenskap med Anton Strauss (1845-77), med målaren Josef von Bayros (1866-1924). Bayros, som hade blivit känd för en rad ekivoka teckningar, målade själv framsidan till utgåvan av Hochzeits-Präludium (föreställande Tyska Riddarordens kyrka och en orkester av keruber som sjunger för brud och brudgum) och skulle senare samma år även skapa framsidan till Johann Strauss Deutschmeister-Jubiläums-Marsch (op. 470).
Alice hade bett styvfaderns vän Johannes Brahms att närvara i kyrkan och denna hade till en början accepterat. Men, som han anförtrodde Richard Heuberger, tanken på att behöva bära frack med hög hatt och vita handskar fick honom att tänka om, och han var tvungen att göra en 'pilgrimsresa' till Strauss och ta tillbaka sitt löfte. En notering i kyrkoregistret vittnar om att äktenskapet aldrig fullbordades och förklarades upplöst den 24 maj 1898 på grund av "makens oförmåga".
Eftersom Eduard Strauss hade engagerat musikerna att spela i kyrkan, föll det sig också naturligt att han även framförde det första publika framträdandet av stycket. Det skedde i Gyllene salen i Musikverein den 29 november 1896 vid en av hans söndagskonserter. Nutida inspelningar är för orkester och är arrangerade av Fritz Racek efter originalnoterna.

## Om verket
Speltiden är ca 4 minuter och 20 sekunder plus minus några sekunder beroende på dirigentens musikaliska tolkning.

## Weblänkar
- Hochzeits-Präludium i Naxos-utgåvan.